# Emil Larmi
Emil Larmi, född 28 september 1996 i Lahtis, är en finländsk professionell ishockeyspelare (målvakt) som spelar för Färjestad BK.

## Karriär
Larmi har Pelicans som moderklubb. Han gjorde sin Liiga-debut när han spelade för HPK säsongen 2016/2017.

## Meriter
- Stefan Liv Memorial Trophy, mest värdefulla spelaren i slutspelet i SHL 2023/2024.